# La Grande Fourche (rivière York)
Pour les articles homonymes, voir Grande Fourche et Fourche (homonymie).
La rivière La Grande Fourche coule dans les cantons De Beaujeu, de Larocque et de Galt dans les monts Chic-Chocs, dans le territoire non organisé de Rivière-Saint-Jean, dans la municipalité régionale de comté (MRC) de La Côte-de-Gaspé, dans la région administrative de la Gaspésie-Îles-de-la-Madeleine, au Québec, au Canada.
La Grande Fourche est un affluent de la rivière York laquelle coule vers l’Est jusqu’au bassin du Sud-Ouest du Havre de Gaspé ; ce dernier fait partie de la baie de Gaspé laquelle s'ouvre sur le littoral Ouest du golfe du Saint-Laurent.

## Géographie
La Grande Fourche prend sa source de ruisseaux de montagnes sur le versant Nord du mont Bald (altitude du sommet : 723 m), situé à la limite du canton de Larocque et du canton de De Beaujeu, dans le territoire non organisé de Rivière-Saint-Jean, dans les monts Chic-Chocs (faisant partie des monts Notre-Dame). Cette source est située à :
- 25,0 km au sud du littoral Sud du golfe du Saint-Laurent ;
- 40,0 km à l’Est du pont du bassin du Sud-Ouest du Havre de Gaspé (Gaspé) ;
- 10,0 km au Sud du cours de la rivière Dartmouth.

À partir de sa source, la rivière La Grande Fourche descend les montagnes en zones forestières sur 22,3 km, répartis selon les segments suivants :
- 4,0 km vers l'Est, puis le Sud-Est, dans le canton de De Beaujeu, jusqu'à la limite du canton de Larocque ;
- 3,4 km vers le Sud-Est, jusqu'à un ruisseau (venant du Nord) ;
- 6,5 km vers le Sud-Ouest, puis vers le Sud-Est dans une vallée encavée, jusqu'à la limite du canton de Galt ;
- 1,4 km vers le Sud-Est dans une vallée encavée, jusqu'à la confluence du ruisseau Tonneau (venant du Nord-Est) ;
- 1,1 km vers le Sud-Est dans une vallée encavée, jusqu'à la confluence du ruisseau du Lézard (venant du Nord-Est) ;
- 5,9 km vers le Sud, en coupant la route 198 en fin de segment et en serpentant par endroits jusqu'à sa confluence[1].

La confluence de La Grande Fourche se déverse sur la rive Nord de la rivière York (Gaspé), en face de la Zec Baillargeon. Cette confluence est située à 1,6 km en aval de la confluence de la rivière Mississipi (Gaspé) et à 7,1 km en aval de la confluence de La Petite Fourche (rivière York).

## Toponymie
Le toponyme La Grande Fourche a été officialisé le 5 décembre 1968 à la Commission de toponymie du Québec.